# Jarjalhas
Jarjalhas o més aviat Jarjaias, Gargaïa en 1080 (en francès Jarjayes) és un municipi francès situat al departament dels Alts Alps i a la regió de Provença – Alps – Costa Blava.

## Demografia
| 1831                                       | 1962 | 1968 | 1975 | 1982 | 1990 | 1999 | 2006 | 2017 |
| ------------------------------------------ | ---- | ---- | ---- | ---- | ---- | ---- | ---- | ---- |
| 574                                        | 210  | 196  | 203  | 254  | 312  | 379  | 411  | 450  |
| Des de 1962: població sense dobles comptes |      |      |      |      |      |      |      |      |

## Administració
| Període   | Identitat           | Partit |
| --------- | ------------------- | ------ |
| 2001-2008 | Pierre Bossy        |        |
| 2008-2014 | Jean Gillot         |        |
| 2014-2020 | Christelle Maechler |        |
| 2020-     | Christian Cado      |        |